# How God Came to Sonny Boy
Pour plus de détails, voir Fiche technique et Distribution.

How God Came to Sonny Boy est un film muet américain réalisé par Burton L. King, sorti en 1914.

## Fiche technique
- Titre : How God Came to Sonny Boy
- Réalisation : Burton L. King
- Scénario :
- Producteur :
- Société de production : Vitagraph Company of America
- Sociétés de distribution : General Film Company (États-Unis), Vitagraph Company (Royaume-Uni)
- Pays de production :  États-Unis
- Langue : Anglais
- Métrage : 300 m
- Format : Noir et blanc — 35 mm — 1,33:1 — Muet
- Genre : Film dramatique
- Durée : 11 minutes
- Date de sortie : 
  - États-Unis : 2 février 1914

## Distribution
- William Desmond Taylor : Roger Vibrat, un pauvre artiste
- Anne Schaefer : la femme de Roger
- Buddy Harris : Sonny Boy